# Caroline von Bentheim-Steinfurt
Caroline Ferdinandine Marie Elisabeth Magdalene von Bentheim-Steinfurt (* 25. Januar 1759 in Burgsteinfurt; † 8. Januar 1834 in Büdingen) war eine deutsche Schriftstellerin.

## Leben
Sie war die jüngste Tochter von Karl Paul Ernst von Bentheim-Steinfurt und Charlotte Sophie von Nassau-Siegen. Ihre Mutter verstarb bereits 1759, sodass Caroline von Bentheim-Steinfurt durch ihre Tante, Fürstin Charlotte Friederike Amalie von Anhalt-Köthen, aufgezogen wurde. Als Gräfin war sie Teil des deutschen Hochadels. Bereits 1792 lebte Caroline von Bentheim-Steinfurt in Büdingen, wo sie 1834 unverheiratet an einem Lungenschlag verstarb.
Lüder Tiedemann, Prediger zu Stadthagen, gab Caroline von Bentheim-Steinfurts Glaubensbekenntnis, das sie öffentlich in der dortigen reformierten Kirche ablegte, 1774 im Druck heraus. Bentheim-Steinfurt stand in brieflichem Kontakt unter anderem zu Jung-Stilling und schrieb selbst Trauerspiele und Gelegenheitsgedichte. Sie wurde 1819 als eine von rund 100 Schriftstellerinnen in Friedrich Rassmanns Gallerie der jetzt lebenden deutschen Dichter, Romanschriftsteller, Erzähler, Uebersetzer aus neuern Sprachen, Anthologen und Herausgeber belletristischer Schriften aufgenommen und erhielt einen Eintrag in Johann Georg Meusels Das gelehrte Teutschland. Schindel bezeichnete sie in seinem Lexikon Die deutschen Schriftstellerinnen des neunzehnten Jahrhunderts als „eine Frau, die sich durch Geist und Herzensgüte auszeichnet“.